# Trubatka
Trubatka (Pyrostegia) je rod dřevin z čeledi trubačovité (Bignoniaceae). Jsou to úponkaté liány s dvojčetnými listy a červenooranžovými nebo bílými, dlouze trubkovitými květy. Rod zahrnuje 2 druhy a je rozšířen v Jižní Americe. Druh Pyrostegia venusta je pěstován v tropech a subtropech jako vzrůstná a bohatě kvetoucí okrasná liána.

## Popis
Trubatky jsou dřevnaté liány. Větévky jsou nepravidelně šestihranné, lysé nebo chlupaté, bez lenticela|lenticel. Listy jsou složené ze 2 lístků a často zakončené trojčetným úponkem, řidčeji ze 3 lístků. Plocha čepele je průsvitně žláznatě tečkovaná. Na řapících a mezi bázemi řapíků nejsou žlázky. Květy jsou pětičetné, dvoustranně souměrné, uspořádané ve vrcholových nebo úžlabních vrcholících (někdy označovaných jako laty. Kalich je miskovitý, na konci uťatý, s 5 drobnými zoubky. Koruna je oranžově červená nebo bílá, dlouze trubkovitě nálevkovitá, zakončená 5 laloky. Tyčinek je 5 a vyčnívají z květů. Semeník je přisedlý, čárkovitý, čtyřhranný. Plodem je čárkovitá, zploštělá tobolka s vytrvalým kalichem, pukající 2 úzkými, kožovitými chlopněmi a obsahující mnoho drobných, dvoukřídlých semen.

## Rozšíření
Rod trubatka zahrnuje 2 druhy. Druh Pyrostegia venusta je rozšířen v Jižní Americe od Kolumbie a Venezuely po Argentinu a Paraguay. V některých zdrojích je za původní považován i výskyt ve Střední Americe až po Mexiko. Druh Pyrostegia millingtonioides se vyskytuje pouze v severovýchodní Brazílii ve státech Pará a Maranhão.

## Ekologické interakce
Oranžovočervené, trubkovité, málo vonné květy Pyrostegia venusta jsou opylovány kolibříky, silně vonné bílé květy Pyrostegia millingtonioides opylují můry.

## Taxonomie
V současné taxonomii zahrnuje rod Pyrostegia pouze 2 druhy, v minulosti byly často uváděny 4 (např.). Druh Pyrostegia cinerea byl přeřazen do rodu Cuspidaria, název dalšího druhu, Pyrostegia dichotoma, je považován za synonymum Pyrostegia venusta.

## Přehled druhů

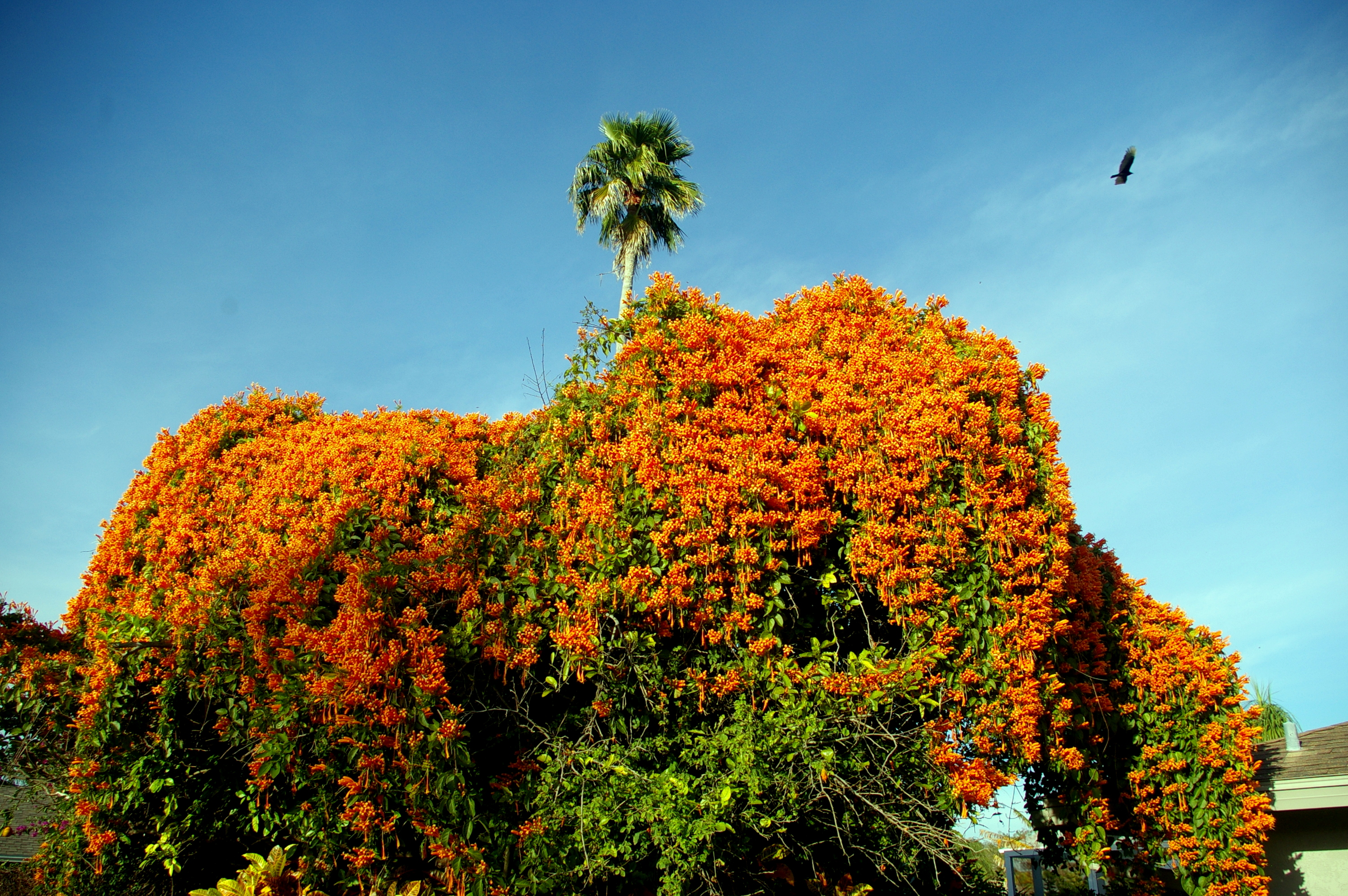
Bohatě rozrostlá Pyrostegia venusta

- Pyrostegia millingtonioides
- Pyrostegia venusta[4]

## Význam
Pyrostegia venusta je velmi vzrůstná a bohatě kvetoucí liána, dorůstající délky až 6 metrů. Je hojně pěstována v klimaticky příhodných oblastech světa jako okrasná liána. Je nenáročná na typ půdy a odolná vůči suchu. Zóna odolnosti je udávána v rozpětí 9 až 11. V některých oblastech světa zdomácněla. Na jihovýchodě USA (zejména na Floridě), australském Queenslandu a na některých ostrovech Oceánie je považována za invazní rostlinu.
V domorodé brazilské medicíně je druh Pyrostegia venusta používán jako celkové tonikum, při průjmu a různých onemocněních dýchacího ústrojí.